# Joe Ravouvou
Pour les articles homonymes, voir Ravouvou.
Pas d'image ? Cliquez ici

a Compétitions nationales et continentales officielles uniquement.

b Matchs officiels uniquement.
Dernière mise à jour le 31 octobre 2024.
Joe Ravouvou, né le 21 avril 1991 à Mavua (Fidji), est un joueur néo-zélandais d'origine fidjienne de rugby à XV et rugby à sept. Il évolue au poste d'ailier.

## Carrière

### En club
Joe Ravouvou arrive en Nouvelle-Zélande en 2013, et joue avec le club amateur des College Rifles dans le championnat de la région d'Auckland. Il finit meilleur marqueur de ce championnat en 2015.
Il commence sa carrière professionnelle à l'âge de 25 ans, lorsqu'il rejoint la province de Auckland en NPC. Il ne dispute que dix rencontres en trois saisons avec cette équipe, en raison de son engagement avec la sélection néo-zélandaise à sept.
Il décide de changer de province en 2019 et rejoint Bay of Plenty. Avec cette équipe il fait une bonne saison, inscrivant huit essais en neuf matchs.
En 2020, il quitte la Nouvelle-Zélande pour signer un contrat de deux saisons avec l'Aviron bayonnais en Top 14. Au terme de sa première saison en France, son club est relégué en Pro D2, mais il honore la deuxième année de son contrat. Il participe ainsi à la remontée immédiate du club basque, remportant au passage un titre de champion de France de Pro D2. Il n'est toutefois pas conservé, et quitte le club en juin 2022.
Peu après son départ de Bayonne, il s'engage avec le club d'Oyonnax rugby en Pro D2 sur la base d'un contrat de deux saisons. Au terme de sa première saison, son équipe remporte le championnat et accède au Top 14, mais il ne participe personnellement pas aux phases finales en raison d'une blessure,.
Non-conservé à Oyonnax au terme de son contrat en juin 2024, il rejoint le CS Bourgoin-Jallieu en Nationale, pour un contrat d'une saison, plus une seconde en option.

### En équipe nationale
Joe Ravouvou est sélectionné pour la première fois avec l'équipe de Nouvelle-Zélande de rugby à sept en avril 2017 à l'occasion du tournoi de Hong Kong,. Avec sa sélection, il dispute quatre saisons des World Rugby Sevens Series. Il remporte également la Coupe du monde de rugby à sept en 2018. Il termine meilleur marqueur de la compétition, et il est élu meilleur joueur de la compétition.
En novembre 2021, il est invité à jouer avec l'équipe des Barbarians français pour y affronter les Tonga au Matmut Stadium Gerland de Lyon. Les Baa-Baas s'impose 42 à 17 grâce à six essais inscrits, dont un doublé de Ravouvou.

## Palmarès

### En club et province
- Vainqueur du NPC en 2018 avec Auckland.
- Vainqueur du Championnat de France de Pro D2 en 2022 avec l'Aviron bayonnais.
- Vainqueur du Championnat de France de Pro D2 en 2023 avec Oyonnax rugby.

### En équipe nationale
- Vainqueur de la Coupe du monde de rugby à sept en 2018.